# Las Negras
Las Negras è una località spagnola di 349 abitanti nel comune andaluso di Níjar nella provincia di Almería. Immersa nel Parco naturale Cabo de Gata - Nijar a circa 50 km dal capoluogo Almería, vi si trova Cala San Pedro, una spiaggia con una sorgente d'acqua dolce e sulla quale si erge un castello del XVII secolo. Una piccola comunità hippie fa ormai parte integrante del sito.